# Calanthemis conradti
Calanthemis conradti es una especie de escarabajo longicornio del género Calanthemis, tribu Clytini, subfamilia Cerambycinae. Fue descrita científicamente por Kolbe en 1893.

## Descripción
Mide 7,5-12 milímetros de longitud.

## Distribución
Se distribuye por Tanzania.